# People, Hell & Angels
People, Hell and Angels es el duodécimo álbum de estudio póstumo de Jimi Hendrix. Es el cuarto lanzamiento con Experience Hendrix Legacy Recordings, el cual contiene doce grabaciones inéditas que Hendrix estaba trabajando para el seguimiento previsto para Electric Ladyland. Fue lanzado en marzo de 2013.

## Antecedentes
Las pistas que aparecen en People, Hell & Angels son grabaciones inéditas de canciones que Jimi Hendrix y otros miembros de la banda (sobre todo de la alineación de la banda Band Of Gypsys con Billy Cox y Buddy Miles) estaban trabajando en el seguimiento de Electric Ladyland, tentativamente titulado First Rays of the New Rising Sun. La mayoría de las grabaciones se han extraído de distintas sesiones entre 1968 y 1969, en los estudios Record Plant de Nueva York, y otras inclusiones en Hendrix's brief residencies en Sound Centre, The Hit Factory, y en su propio estudio, Electric Lady Studios.

## Lista de canciones
| N.º   | Título                     | Duración |  |
| 1.    | «Earth Blues»              | 3:33     |  |
| 2.    | «Somewhere»                | 4:05     |  |
| 3.    | «Hear My Train A Comin'»   | 5:41     |  |
| 4.    | «Bleeding Heart»           | 3:58     |  |
| 5.    | «Let Me Move You»          | 6:50     |  |
| 6.    | «Izabella»                 | 3:42     |  |
| 7.    | «Easy Blues»               | 5:57     |  |
| 8.    | «Crash Landing»            | 4:14     |  |
| 9.    | «Inside Out»               | 5:03     |  |
| 10.   | «Hey Gypsy Boy»            | 3:39     |  |
| 11.   | «Mojo Man»                 | 4:07     |  |
| 12.   | «Villanova Junction Blues» | 1:44     |  |
| 52:33 |                            |          |  |

| Pista adicional Target |                                       |          |  |
| N.º                    | Título                                | Duración |  |
| 13.                    | «Ezy Ryder/MLK Jam [Captain Coconut]» | 20:01    |  |

## Personal
| - Jimi Hendrix – guitarras, voces, bajo (track 9) - Billy Cox – Bajo (tracks 1, 3, 4, 6-8) - Buddy Miles – Batería (tracks 1, 3-5, 10) - Mitch Mitchell – Batería (tracks 2, 6, 7, 9) - Juma Sultan – congas (tracks 3, 4, 6, 7, 12) | - Larry Lee – Guitarra rítmica (tracks 6, 7) - Jerry Velez – congas (tracks 6, 7) - Stephen Stills – bajo (track 2) - Lonnie Youngblood – saxofón (track 5) - Rocky Isaac – drums (track 8) - Al Marks – percusión (track 8) |

## Listas musicales
| Lista (2013)                   | Mejor posición |
| ------------------------------ | -------------- |
| España (Promusicae)            | 24             |
| Estados Unidos (Billboard 200) | 2              |
| Hungría (Mahasz)               | 12             |

## Detalles de grabación
detalles de grabación de People, Hell and Angels:
- Canción 1 grabado el 19 de diciembre de 1969 en Record Plant Studios
- Canción 2 grabado el 13 de marzo de 1968 en the Sound Centre
- Canción 3, 4 and 12 grabado el 21 de mayo de 1969 en Record Plant Studios
- Canción 5 and 10 grabado el 18 de marzo de 1969 en Record Plant Studios
- Canción 6 and 7 grabado el 28 de agosto de 1969 en the Hit Factory
- Canción 8 grabado el 24 de abril de 1969 en Record Plant Studios
- Canción 9 grabado el 11 de junio de 1968 en Record Plant Studios
- Canción 10 grabado el 18 de marzo de 1969 en Record Plant Studios
- Canción 11 grabado entre junio/agosto de 1970 en Electric Lady Studios